# ボスニア・ヘルツェゴビナ社会民主党

ボスニア・ヘルツェゴビナ社会民主党（Socijaldemokratska Partija Bosne i Hercegovine, Социјалдемократска партија Босне и Херцеговине, SDP BiH）は、ボスニア・ヘルツェゴビナの議会政党の一つである。社会民主主義及び世俗主義をかかげている。

## 概要
1990年、ユーゴスラビア共産主義者同盟のボスニア・ヘルツェゴビナ支部であった「ボスニア・ヘルツェゴビナ共産主義者同盟」が旧「ボスニア・ヘルツェゴビナ社会民主党」の流れを組む政治団体と合併し成立した。現在の党員は50,000人とされている。
現在の党首は2014年に選出されたネルミン・ニクシッチ。
青年組織としてボスニア・ヘルツェゴビナ社会民主党青年フォーラムが存在する。現在は国際組織としては社会主義インターナショナルに加盟している。また、欧州社会党にもオブザーバーとして加盟している。